# 深坑區
25°00′08″N 121°36′56″E / 25.0023290°N 121.6156700°E
深坑區，舊稱「深坑仔」，前身「深坑鄉」，位於中華民國新北市中央，北、西及南等三面與臺北市南港區、文山區為界，東與新北市石碇區為鄰。著名特產有茶葉、竹筍、豆腐及黑毛豬肉等，觀光景點則有永安居、興順居、深坑老街及炮子崙瀑布等。

## 歷史

### 地名由來
清末「深坑仔」之得名乃因本區四面環山，漢移民視之如一個深土坑，故名。又，因地形狹長，相傳於清中葉堪輿學命曰「簪纓」；取形似官宦冠飾祥瑞之意，然觀諸清代正史皆無載此地名，歷代亦無本地出生之高官顯宦。
本區位於臺北盆地南緣地區，清代屬拳山堡，山脈綿延，後因「拳山」名稱有「殺氣」，日治時期，耆老取「文山秀氣」之意改稱為文山堡。

### 發展沿革
深坑地區和文山堡的其他地區如景美、木柵、新店、坪林、石碇一樣，在清代都屬平埔族秀朗社所轄。當漢人來到深坑開墾時，地屬秀朗社地，如欲開墾，必須先得到頭目及番業戶的同意，並給予相當的代價，才能取得墾耕之權。
目前所知，最早來深坑開墾的是許宗琴，其次開墾的中心為萬順寮，此一地名之起源相傳於乾隆三十年（1765年），因有泉州人張萬順開闢今萬順里一帶土地而得名。萬順寮隘的設立，使得萬順寮地區墾務得以順利進行，也造成了後來溪南五庄的建庄，在溪北萬順寮地區墾務進行的同時，溪南的拓墾活動也已經展開，其過程更為艱辛，當大批安溪移民進入深坑地區時，他們首先到達萬順寮及大坑地區，向秀朗社番業戶繳出一筆費用，以獲得土地開墾權。而整個地區的開墾需要投入大批資金和人力，不是個人所能勝任，於是產生了開墾組織。
先民早年之所以沿河拓墾，其原因之一是距離河岸近，取水灌溉均甚方便；此外深坑屬山區，交通不便，利用陸路交通倒不如水路來得便利，是以居住河邊取其近便。大約道光年間，深坑、石碇、平溪、坪林等地的農產品，甚至遠從宜蘭來的商旅貨物，都由山上挑擔送到深坑與石碇交界處的楓子林渡口上船送到外地販售。當時的深坑成了染料、茶葉、樟腦的集散地，這個狀況一直持續到日治時期。所以深坑在當時變成了臺北大文山區的政治中心。

### 近代發展
隨著水運衰微，深坑逐漸沒落。近代則是因為全區的山林覆蓋完整、且水質甘甜，人們以好水研磨黃豆，然後製成豆腐，深坑漸漸以自製的深坑豆腐打出名號，加上國道三號、國道五號的開通，遊客絡繹不絕，於是臺北縣政府在2008年將深坑老街列為歷史風貌特定區並重新規劃整建，期望能重現日治時期大正年間的紅磚拱廊建築。2018年受經濟部中小企業處補助建構數位寬頻應用商圈，導入智慧及行動化科技應用服務，輔以多媒體網路廣告聯播宣傳，建立「豆腐一條街再興計畫」，目前也規畫於深坑分駐所舊址成立遊客服務中心，希冀整合本區周邊觀光資源，提升民眾觀光品質。
為了有效紓解北深路壅塞交通，進而擴大深坑老街商圈，興建了以橋梁形式跨越景美溪，從平埔街延伸至文山路的平埔橋；區內並建置公共自行車租賃站提供民眾往返捷運動物園站與本地通勤，同時在「市界富德~北深路三段155巷」段設有景美溪左岸自行車道、中正橋左岸護岸步道聯絡平埔橋(防汛道路)，是民眾假日休閒的好去處。

### 區劃沿革
| 期間           | 年號             | 隸屬行政區域 |
| -------------- | ---------------- | --- |
| 1723年         | 雍正元年         | 臺灣府淡水廳拳山堡 |
| 1894年         | 光緒20年         | 臺北府淡水縣文山堡（拳山堡更名文山堡），管轄深坑仔莊。                                                                                         |
| 1895年         | 明治28年         | 臺北縣直轄文山堡（於深坑街設立出張所） |
| 1897年5月      | 明治30年         | 臺北縣景尾辨務署，管轄深坑仔庄、土庫庄、升高坑庄、烏月庄、萬順寮庄、阿柔坑庄。                                                                 |
| 1900年12月     | 明治33年         | 臺北縣深坑辨務署（裁撤景尾辨務署，新設深坑辦務暑）                                                                                             |
| 1901年         | 明治34年         | 深坑廳，下轄景尾、坪林尾等二支廳。 |
| 1909年         | 明治42年         | 臺北廳深坑支廳，下轄深坑區長役場、陂內坑區長役場、小格頭區長役場、楓子林區長役場、石碇區長役場。                                               |
| 1920年         | 大正9年          | 臺北州文山郡深坑庄，郡役所設置在新店、庄役場設置在木柵，其下轄深坑子、土庫、升高坑、烏月、萬順寮、阿柔坑、萬盛、興福、內湖、坡內坑等十個大字。 |
| 1945年12月     | 民國34年12月     | 臺北縣文山區深坑鄉，鄉公所設置在木柵。 |
| 1950年3月1日   | 民國39年3月1日   | 行政區調整，原「萬盛」、「興福」之範圍新設景美鎮，「內湖」、「坡內坑」設木柵鄉，其餘仍為深坑鄉，原深坑鄉公所遷回深坑。                         |
| 1950年8月      | 民國39年8月      | 縣轄區文山區廢除，深坑鄉改為臺北縣直轄。 |
| 2010年12月25日 | 民國99年12月25日 | 改制為新北市深坑區 |

- 民國34年（1945年，涵蓋木柵及景美地區時期）
  - 深坑村、萬順村、土庫村、阿柔村、昇高村、木柵村、中興村、樟腳村、老泉村、指南村、興隆村、頭廷村、博嘉村、富德村、景美村、景南村、景行村、興福村及萬盛村等共有19個村。
- 民國39年（1950年，木柵及景美地區成為獨立個別行政區）
  - 深坑村、萬順村、土庫村、阿柔村、昇高村等共有5個村。
- 民國87年8月1日（1998年）：原有萬順村、土庫村及深坑村一分為二，共有8個村
  - 深坑村、埔新村、萬順村、萬福村、土庫村、賴仲村、阿柔村、昇高村。
- 民國99年12月25日（2010年）：因應改制為新北市深坑區，全數改為里。

## 地理

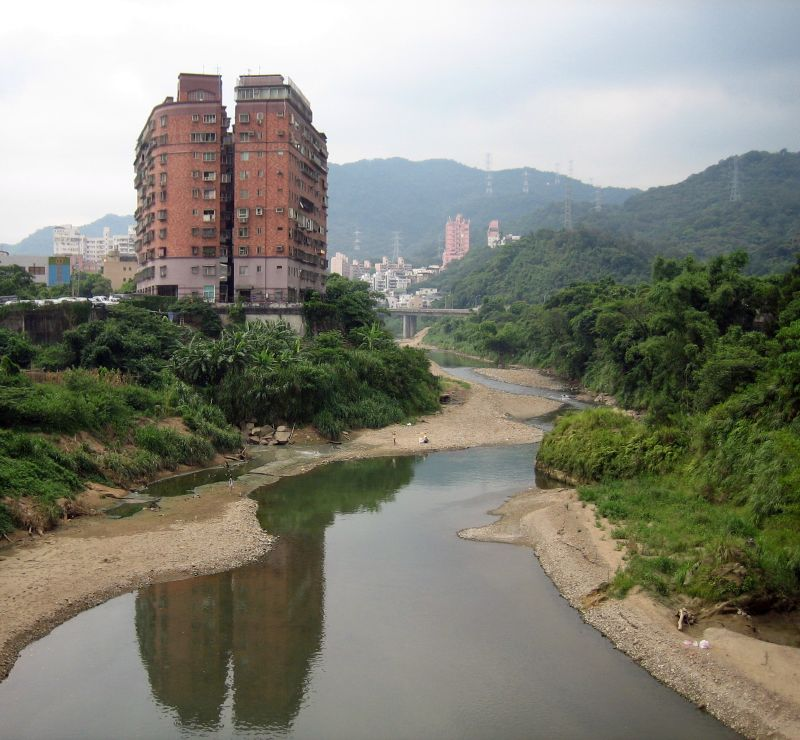
深坑街中正橋上鳥瞰景美溪

### 概況
本區周圍多山，大部份屬雪山山脈之南港丘陵地，其高度由30公尺至500公尺不等，景美溪流貫其中，全區地勢東高西低。氣候屬於副熱帶季風氣候，高溫多濕，最高月（7月）平均氣溫攝氏30度，多山南風，最低月（2月）平均氣溫攝氏14.7度，冬季以東北風最多，每年十二月至翌年三月雨量最多，是為雨季。

### 人口
根據新北市政府民政局統計，2024年底深坑區戶數1萬戶，人口約2.4萬人，區內人口最多與最少的里分別是埔新里與阿柔里，2024年底兩里人口分別為6,512人與578人。

## 政治

### 歷任首長
深坑鄉時期
- 鄉代表會間接選舉（含木柵與景美地區）
  - 第一任（1947年1月～1948年12月）：許成重
  - 第二任（1949年1月～1950年3月）：許成重
- 民選（木柵、景美已分出時期）
  - 第一、二、三任（1951年～1960年）：黃奕守
  - 第四、五任（1960年～1968年）：黃世溨
  - 第六、七任（1968年～1977年）：高銘木
  - 第八、九任（1977年～1986年）：黃世溨
  - 第十、十一任（1986年～1994年）：張書銘
  - 第十二任（1994年～1998年）：黃明和
  - 第十三、十四任（1998年～2005年）：呂玉環
  - 第十五任（2005年～2010年）：高鄔梅英

深坑區時期
- 第一任（2010年～2014年）：高鄔梅英(原鄉長繼任)
- 第二任（2014年～2017年）：周晉平
- 第三任（2017年～2019年）：王坤南
- 第四任（2019年～2020年）：劉新民
- 第五任（2020年6月10日～2024年1月15日）：黃美華
- 第六任（2024年3月18日～現任）：李漪萍

### 區徽介紹
- 形狀為四方型，有兩種解釋，其一，有如一張深坑區地圖；其二，本區「深坑豆腐」頗負盛名，故其形狀亦似豆腐。
- 藍色條紋代表「景美溪」，其解釋為表示「景美溪」流經本區。在以水運為主的年代，景美溪流域主要碼頭設置在本區深坑街畔，使得深坑老街繁榮一時。在日治時代設「深坑廳」下轄現今的新北市石碇、坪林、烏來、新店等區以及臺北市文山區。
- 圖形共有五大區塊，其表示區內五個里，其分布位置就如圖樣。然現今本區已有八個里。
- 半圓型之圖樣為當年本區之「深坑里」，也是本區行政機關所在地。
- 圖形如「旭日東昇」，表示本區正如旭日東昇。

### 區政組織

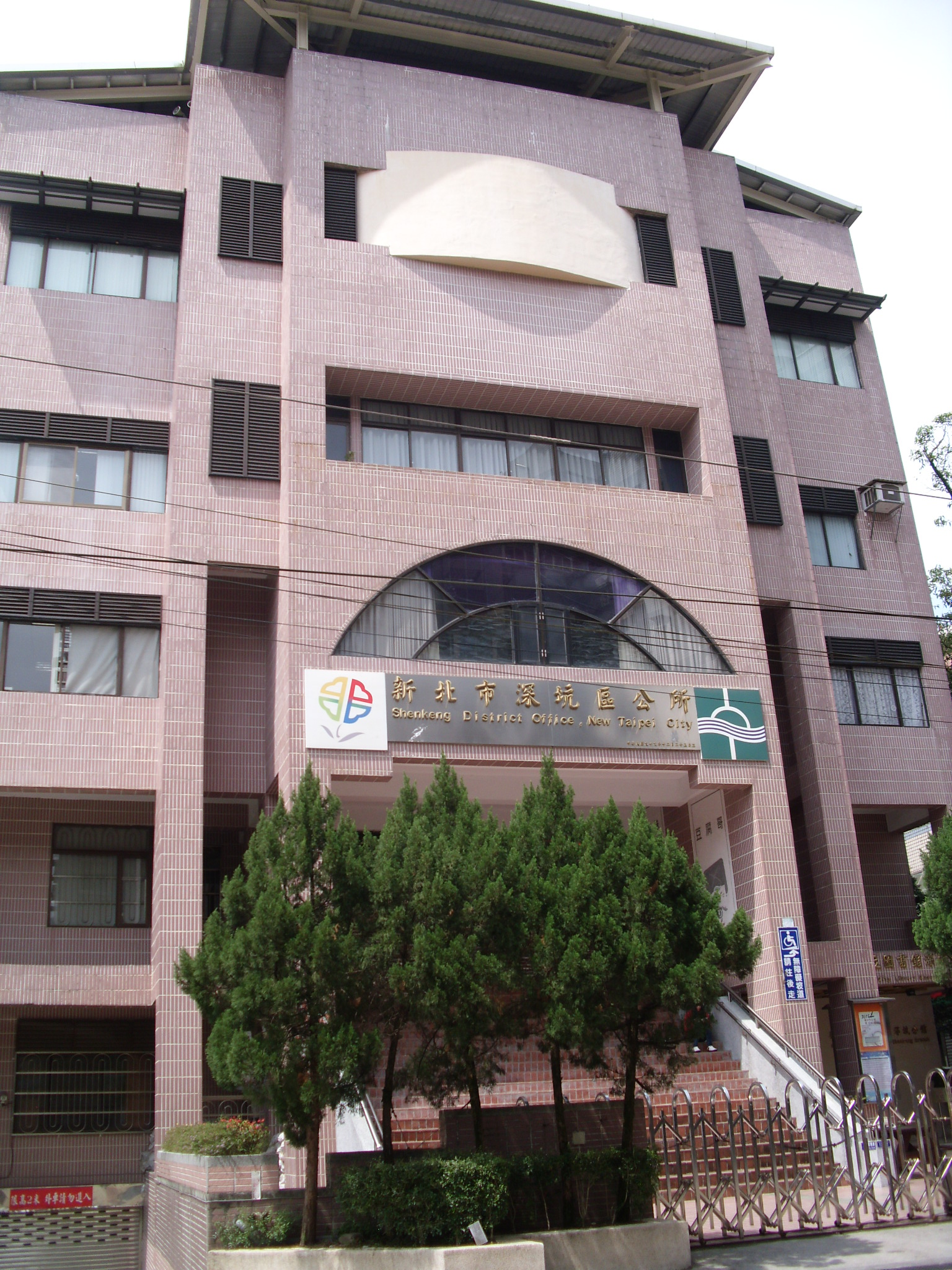
深坑區公所

深坑區公所是新北市政府在深坑區的派出機關，在中華民國政府架構中為市政府綜理區政的執行機關，上級業務監督機關為新北市政府。区长由市長任命，其任期為無任期保障。在區長及主任秘書之下，設有4課3室等7個內部單位。

### 行政區
現今深坑區行政範圍的確立，來自於1950年，將原屬深坑鄉的萬盛、興福、內湖、坡內坑等地劃出景美鎮、木柵鄉，同年裁撤區署，深坑鄉改直隸於臺北縣。2010年，臺北縣改制為直轄市，深坑鄉改制為市轄區「深坑區」，隸屬新北市。深坑區的行政區劃轄有深坑里、埔新里、萬順里、萬福里、土庫里、賴仲里、昇高里、阿柔里等8個里，共計238鄰。

## 公共設施

### 公家單位
- 法務部臺灣高等檢察署北區大型贓物庫
- 台電公司深坑服務所

### 文化設施
- 新北市立圖書館深坑分館 (主題特色館藏書籍─深坑四寶美食〈豆腐、黑豬肉、竹筍、茶葉〉)
- 新北市立深坑國小禮堂
- 新北市立深坑國中簪纓書閣
- 新北藝棧26
- 昇高市民活動中心
- 土庫第一市民活動中心
- 土庫第二市民活動中心
- 萬順市民活動中心
- 阿柔市民活動中心

### 公園綠地
- 萬福生態公園
- 草地頭綠地(埔新森公園)
- 北深路三段155巷路側萬順寮段草地尾小段綠地及社區旁兒童遊戲場
- 深坑兒童遊戲場
- 土庫第一市民活動中心旁綠地

### 運動場所
- 新北市立深坑國中游泳池
- 景美溪岸自行車道(基礎為水利署防汛道路)
  - 右岸「市界富德(木柵路五段)－北深路三段155巷」段(白鷺山莊段與老實小鎮段防災減災工程)。
- 世新會館附設游泳池
- 深坑第二市民活動中心室內簡易活動場(籃球場與羽球場)

## 警政與消防
- 新北市政府警察局新店分局深坑分駐所
- 新北市政府消防局目前設有：
  - 深坑消防分隊
  - 文山消防中隊
  - 文山義消中隊
  - 深坑義消分隊

## 工商業
金融機構
- 永豐銀行深坑分行
- 中華郵政
  - 深坑郵局
  - 深坑草地尾郵局
  - 深坑埔新街郵政代辦所
- 新北市深坑區農會
  - 總會
  - 萬順分部

旅館
- 福容大飯店臺北二館
- 臺北假日飯店
- 世新大學附設世新會館
- 大樹下汽車旅館

蘇王廟前夜市
- 每週二、五的17點30分開始至23點，夜市位於北深路一段300號蘇府王爺廟對面的大空地，有上百間廠商共襄盛舉，著名美食包括蚵仔煎、滷味、牛排、串烤、豬血糕、章魚燒、藥燉排骨及快炒等。

公司
- 深坑工業園區
- CIA世貿科學園區

## 教育及社區親子服務

### 大專院校
- 東南科技大學

### 國民中學
- 市立深坑國中
  - 深坑區防災公園暨戶外避難收容處所

### 國民小學
- 市立深坑國小
  - 深坑文化公共親子中心
  - 深坑區樂齡學習中心

### 公立幼兒園
- 市立深坑幼兒園
- 市立深坑幼兒園土庫分班

### 銀髮俱樂部
- 深坑文化銀髮俱樂部
- 昇高社區發展協會銀髮俱樂部

## 交通

### 高速公路
- 國道三號
  - 20 木柵木柵交流道（接國道三號甲線）
- 國道五號
  - 4 石碇石碇交流道（西接文山路）

### 快速公路
- 國道三號甲線
  - 5 木柵木柵交流道（接國道三號）
  - 6 深坑端深坑端（東接文山路）

### 主要道路
- 106市道：北深路
- 106乙市道：文山路
- 109市道：深南路

### 市區公車
| 路線類別 | 路線編號  | 營運區間                                          | 備註                         |
| -------- | --------- | ------------------------------------------------- | ---------------------------- |
| 快速     | 912       | 深坑－捷運市政府站                                | 經信義快速道路               |
| 快速     | 949       | 深坑－捷運古亭站                                  | 經國道三甲                   |
| 快速     | 923       | 坪林 - 捷運新店站                                 | 經國道五號、文山路及國道三號 |
| 幹線     | 819       | 深坑 - 捷運七張站                                 |                              |
| 幹線     | 795       | 木柵 - 平溪                                       | 台灣好行木柵平溪線           |
| 一般     | 236（區） | 文山平埔街口－公館                                |                              |
| 一般     | 251       | 文山平埔街口－臺北車站                            |                              |
| 一般     | 251（區） | 文山平埔街口－公館                                |                              |
| 一般     | 660       | 深坑－圓環                                        |                              |
| 一般     | 660（區） | 深坑－捷運景美站                                  |                              |
| 一般     | 679       | 臺北市立動物園－南港車站                          |                              |
| 一般     | 666       | 景福街 - 烏塗窟 景福街 - 皇帝殿 景福街 - 華梵大學 |                              |
| 一般     | 819（副） | 景福街 - 雙溪口                                   |                              |
| 新巴士   | F711      | 土庫尖線                                          |                              |
| 新巴士   | F712      | 大崙尾線                                          |                              |
| 新巴士   | F713      | 大坑線                                            |                              |

### 主要街道
- 深坑街：即深坑老街，主要豆腐小吃商家所在。
- 埔新街：深坑人口數最密集的街道。
- 文化街：深坑的國小、國中皆在此。
- 北深路一～三段：貫穿全區，東起靜安路一段，西接木柵路五段，又稱市道106。
- 文山路一～三段：東起國道五號石碇交流道，西接國道三甲，又稱市道106乙。
- 深南路：接臺北市南港區南深路，又稱為市道109，是深坑通往南港的重要道路。
- 平埔橋：採「單塔不對稱斜張式橋」設計，從平埔街往南跨越景美溪，再銜接文山路二段，全長約252米，配置雙向2車道，橋樑兩側規劃行人步道，橋中央並設有景觀平台，可供行人佇足欣賞美景。

### 未來

#### 輕軌
新北捷運
- █ 深坑線（規劃中）：S2 - S3 - S4 - S5

## 旅遊及活動

### 觀光景點

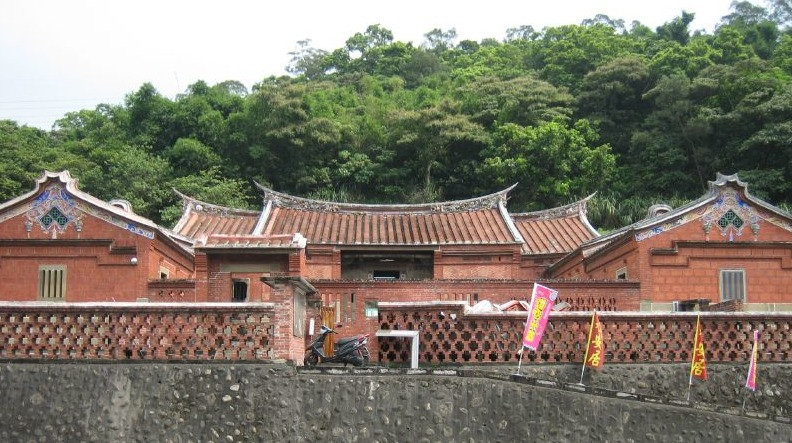
深坑黃氏永安居一景

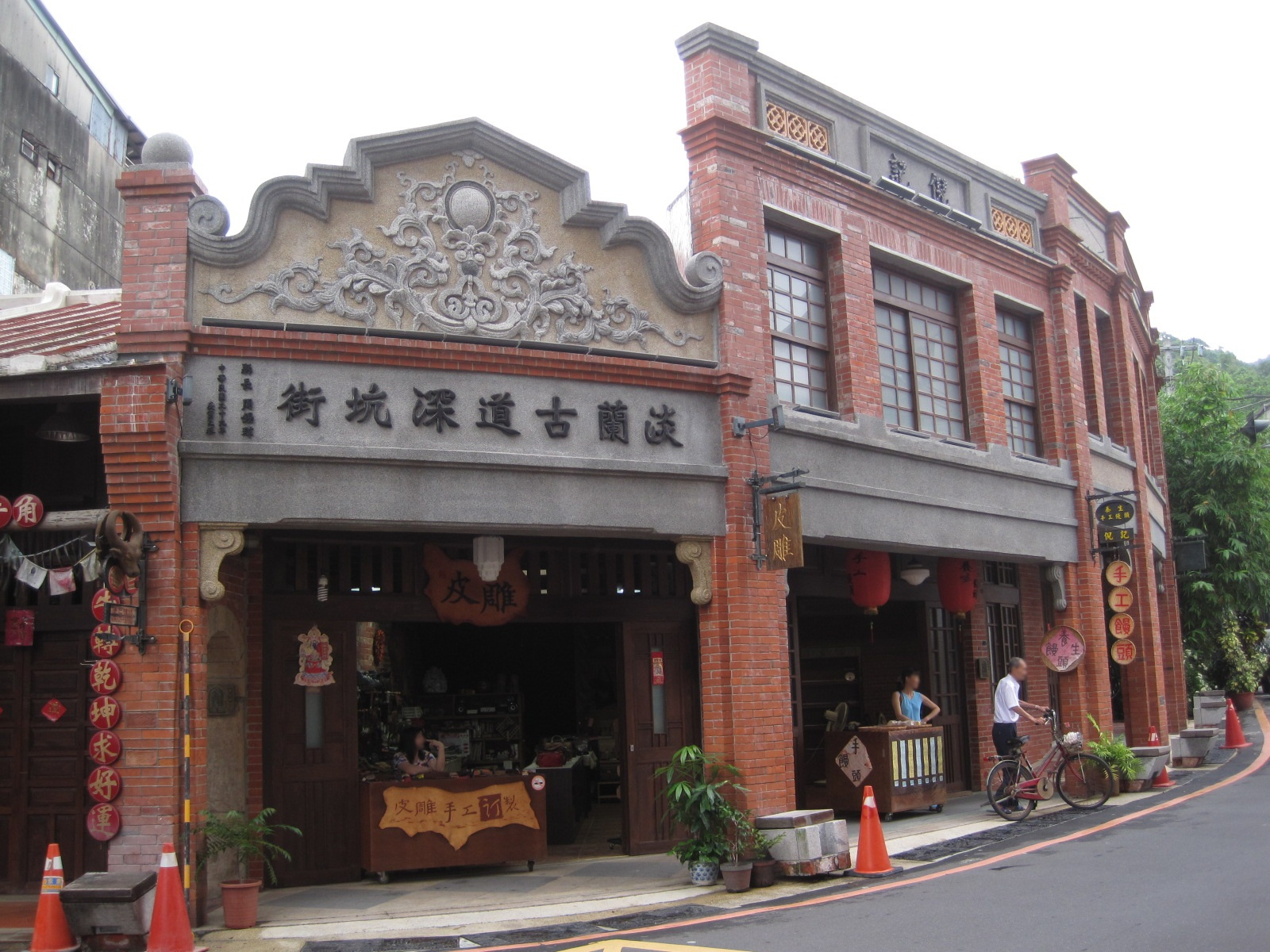
淡蘭古道深坑街

- 萬福生態公園
- 深坑老街（歷史風貌特定專用區）
- 深坑國小禮堂（新北市歷史建築）
- 深坑黃氏永安居[10]（新北市市定古蹟）
- 深坑黃氏興順居[11]（新北市市定古蹟）
- 蘇王廟
- 雙忠廟
- 德鄰居（陳秋菊古厝）[12]
- 公館後賞桐步道
- 炮子崙瀑布
- 白馬將軍洞
- 深坑農產品推廣中心 （页面存档备份，存于）
- 烏月露營騎馬秘境
- 鎮南宮石媽祖

### 深坑民間手藝文化祭
- 四寶文化節(2006年~)

為了推展區內的美食及文化，文化局自2006年開始舉辦「深坑四寶文化節」，其主要呈現深坑地方的特色產業、古蹟文化以及古道踏青，進而將「豆腐」、「綠竹筍」、「黑毛豬肉」、「文山包種茶」等四寶發揚光大。
- 鼠麴粿文化祭(2015年~)

以社區營造為出發點，結合本區五大社區發展協會、新住民朋友、學校、藝文團體及文化工作者的參與，共同展現地方文化魅力，對自己居住的地方產生認同感與尊榮感，活動以民間工藝傳承，民眾百人手做鼠麴粿為主。

### 新北市桐花季(2007年~)
在春暖花開的明媚時節，油桐花開始綻放，市政府與區公所自2007年起辦理桐花祭，讓民眾體驗不同的客家風味，一起品嚐美味的當地客家美食及走訪公館後賞桐步道、萬福生態公園賞桐花。2017年首度推出以臺灣藍鵲手捧桐花籃、頭戴桐花圈為造型的吉祥物「藍鵲桐花寶寶」。

### 深坑好豆腐系列活動(2013年~)
由經發局與深坑老街商圈店家合作舉辦的系列活動，活動包含由深坑達人帶您遊「深坑主題遊程」、挑戰「誰是豆腐王」的豆腐DIY競賽以及由在地餐廳業者提供特色料理的「深坑多福宴」等。透過系列活動讓民眾一次品嚐深坑特色料理，感受深坑豆腐的好滋味！同時也能穿梭於深坑的歷史文化建築以及漫遊在富含綠意的生態步道中。

### 五年一度恭迎天上聖母遶境祈福活動
由區公所與地方仕紳策劃媽祖及眾神明遶境全區八個里，祈願風調雨順、國泰民安、區運昌隆、合境平安。繞境活動相傳於二戰終戰後的1946年，於現今106市道北深路、靜安路及碇坪路沿線的深坑、石碇及坪林等地，所種植賴以維生的茶樹發現整片枯黃，已吐穗的稻穀亦因病蟲害肆虐，引起居民的恐慌，因此地方仕紳召集並商議恭迎天上聖母（媽祖）暨眾神明出巡遶境祈求農作物豐收，人口平安，免去災劫。 隔年即無病蟲害現象，但到了1951年春末又現蟲害，因有上次經驗，從此立下俗例每五年恭迎關渡宮媽祖來本區遶境，同時一併迎請淡水清水巖清水祖師、木柵指南宮純陽祖師、木柵集應廟雙忠尊王、石碇集順廟雙忠尊王等附近聚落境主大神，一同祈福。

## 外部連結
- 新北市深坑區公所 （页面存档备份，存于）
- 新北市深坑區衛生所 （页面存档备份，存于）
- 新北市新店戶政事務所 （页面存档备份，存于）
- 台灣方志-深坑鄉志 （页面存档备份，存于）
- 經濟部中小企業處-豆腐一條街再興計畫 （页面存档备份，存于）